# Harpans barn
Harpans barn är en svensk dokumentärfilm från 1992 i regi av Christina Ffrench. Filmen skildrar Irlands historia och samtid.

### Fotnoter
1. ↑  ”Harpans barn”. Svensk Filmdatabas. http://www.sfi.se/sv/svensk-filmdatabas/Item/?itemid=16252&type=MOVIE&iv=Basic&ref=/templates/SwedishFilmSearchResult.aspx?id%3d1225%26epslanguage%3dsv%26searchword%3dharpans+barn%26type%3dMovieTitle%26match%3dBegin%26page%3d1%26prom%3dFalse. Läst 27 maj 2013.